# Elite Women’s Hockey League 2011/12
Die Saison 2011/12 war die achte Spielzeit der Elite Women’s Hockey League, einer Fraueneishockeyliga. Im achten Jahr ihres Bestehens nahmen zwischen dem 10. September 2011 und 26. Februar 2012 sechs Mannschaften aus Österreich, der Slowakei, Belarus und den Niederlanden teil.
Es war die erste Teilnahme einer Mannschaft aus Belarus.
Der HDK Maribor, die einzige Mannschaft aus Slowenien, verließ die Liga und wechselte in österreichische DEBL. Ebenso traten der ESC Planegg() und der MHK Martin () nicht mehr in der EWHL an.
Zusätzlich trafen der Meister und Vizemeister des Vorjahres im neu geschaffenen EWHL Super Cup auf drei bereits gesetzte Teams aus Deutschland und der Schweiz.

## Modus
Die sechs Teilnehmer spielten in einer Doppelrunde im Ligasystem die Plätze aus, sodass jede Mannschaft 20 Partien austrug.
Für einen Sieg erhielt eine Mannschaft drei Punkte, bei einem Sieg nach der Sudden Victory Overtime genannten Verlängerung oder nach Penaltyschießen zwei Punkte. Die unterlegene Mannschaft erhielt nach der regulären Spielzeit keine Punkte, bei einer Niederlage nach Verlängerung oder Penaltyschießen jedoch einen Punkt.

## Tabelle
| Pl. | Mannschaft           | Land        | Sp | S  | OTS | OTN | N  | Tore   | Punkte |
| --- | -------------------- | ----------- | -- | -- | --- | --- | -- | ------ | ------ |
| 1.  | EHV Sabres Wien      | Osterreich  | 19 | 16 | 1   | 0   | 3  | 103:51 | 47     |
| 2.  | HC Slovan Bratislava | Slowakei    | 20 | 14 | 2   | 0   | 6  | 081:40 | 40     |
| 3.  | HK Pantera Minsk     | Belarus     | 20 | 10 | 0   | 2   | 10 | 057:63 | 32     |
| 4.  | Vienna Flyers        | Osterreich  | 19 | 7  | 0   | 3   | 12 | 049:68 | 24     |
| 5.  | Team Niederlande     | Niederlande | 20 | 7  | 1   | 0   | 13 | 040:76 | 20     |
| 6.  | DEC Salzburg Eagles  | Osterreich  | 20 | 5  | 1   | 0   | 15 | 040:72 | 14     |

## Beste Scorerinnen
Abkürzungen: Sp = Spiele, T = Tore, V = Vorlagen, SM = Strafminuten; Fett: Saisonbestwert
| Spieler         | Team              | Sp | T  | V  | Punkte | SM |
| --------------- | ----------------- | -- | -- | -- | ------ | -- |
| Janine Weber    | Sabres Wien       | 18 | 29 | 17 | 46     | 2  |
| Marieve Provost | Viena Flyers      | 19 | 23 | 11 | 34     | 34 |
| Petra Jurčová   | Slovan Bratislava | 16 | 19 | 4  | 23     | 6  |
| Victoria Hummel | Sabres Wien       | 18 | 13 | 19 | 32     | 20 |
| Savine Wielenga | Team Niederlande  | 19 | 13 | 8  | 21     | 20 |
| Esther Kantor   | Sabres Wien       | 18 | 12 | 15 | 27     | 20 |
| Janka Čulíková  | Slovan Bratislava | 14 | 12 | 6  | 18     | 8  |
| Ieva Pētersone  | Pantera Minsk     | 20 | 11 | 8  | 19     | 38 |
| Kristine Labrie | Vienna Flyers     | 19 | 11 | 7  | 18     | 22 |
| Mieneke de Jong | Team Niederlande  | 19 | 11 | 5  | 16     | 78 |

## Fairplay-Wertung
Mit den wenigsten kleinen Strafen und ohne jede weitere Strafe wurde die Mannschaft aus Bratislava mit Abstand fairste Mannschaft des Wettbewerbs.
Legende: Sp -Spiele; 2 Min - kleine Bankstrafen (2 Minuten); Große Bankstrafen (5 Minuten); DS - Disziplinarstrafe; SS - Spieldauer-Strafe; MS - Matchstrafe; SM - Strafminuten gesamt; % - Anteil der Strafminuten

| Pl. | Mannschaft           | Sp | 2 Min | 5 Min | DS | SD | MS | SM  | %     |
| --- | -------------------- | -- | ----- | ----- | -- | -- | -- | --- | ----- |
| 1.  | HC Slovan Bratislava | 20 | 67    | 0     | 0  | 0  | 0  | 134 | 06,70 |
| 2.  | EHV Sabres Wien      | 19 | 78    | 1     | 2  | 1  | 0  | 201 | 10,58 |
| 3.  | Vienna Flyers        | 19 | 96    | 0     | 1  | 0  | 0  | 202 | 10,63 |
| 4.  | DEC Salzburg Eagles  | 20 | 81    | 2     | 1  | 3  | 0  | 222 | 11,10 |
| 5.  | Team Niederlande     | 20 | 125   | 2     | 3  | 3  | 0  | 350 | 17,50 |
| 6.  | HK Pantera Minsk     | 20 | 144   | 1     | 2  | 1  | 1  | 358 | 17,90 |